# Regulación macroprudencial
El término de regulación macroprudencial se caracteriza por el enfoque en la regulación financiera dirigida para mitigar el riesgo del sistema financiero (o riesgo sistémico) como un todo. Tras la crisis financiera, a finales del decenio de 2000, hubo un creciente consenso entre los responsables políticos y los investigadores económicos acerca de la necesidad de reorientar el marco regulatorio hacia una perspectiva macroprudencial.

## Historia
Como se documenta por Clemente (2010), el término "macroprudencial" fue usado por primera vez a finales de 1970 en documentos publicados por el Comité Cooke (el precursor del Comité de Basilea de Supervisión Bancaria) y del Banco de Inglaterra. Pero solo en la temprana década del 2000—después de dos décadas de las recurrentes crisis financieras en el sector industrial y muy a menudo, los países de mercados emergentes—por qué el enfoque macroprudencial del marco regulatorio y de la supervisión son cada vez más promovidas, especialmente por autoridades del Banco de Pagos Internacionales. Un más amplio acuerdo en esa relevancia ha sido alcanzado como resultado la crisis financiera de los años 2000.

## Objetivos y justificación de la regulación macroprudencial
El principal objetivo de la regulación macroprudencial es para reducir el riesgo y los costos macroeconómicos de la inestabilidad financiera. Es reconocida como un ingrediente necesario para llenar el vacío entre la política macroprudencial y la tradicional regulación microprudencial de las instituciones financieras.).

### Perspectivas macro y microprudencial: comprender las diferencias
Siguiendo a Borio (2003), las perspectivas macro y microprudenciales difieren en términos de sus objetivos y comprensión en la naturaleza del riesgo. La regulación microprudencial tradicional busca mejorar la seguridad y solidez de las instituciones financieras individuales como oposición a la vista macroprudencial, que se centra en el bienestar del sistema financiero en su conjunto. Además, el riesgo es tomado como exógeno dentro de la perspectiva macroprudencial, en el sentido del supuesto de algún choque potencial desencadenando una crisis financiera, tiene su origen más allá del comportamiento del sistema El enfoque macroprudencial, por otra parte, se reconoce que los factores de riesgo pueden configurar de forma endógena, es decir, como un fenómeno sistémico. En línea con estas razones, la política macroprudencial dirige la interconexión de diversas entidades financieras y mercados, así como su exposición a factores económicos de riesgo comunes. También se centra en el comportamiento procíclico del sistema financiero y en el esfuerzo para fomentar su estabilidad.

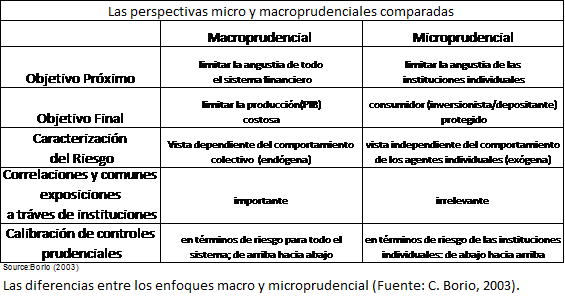
Differencias entre enfoques macro- y microprudencial (Fuente: C. Borio, 2003).

### Justificación teórica para la Regulación Macroprudencial
En el terreno teórico, se ha argumentado que una reforma de la regulación prudencial debería integrar tres paradigmas diferentes: el paradigma de agencia, el de  externalidades del paradigma, y el  cambios de humor del paradigma. El papel de la regulación macroprudencial se mueve especialmente con los dos últimos.
El paradigma de la agencia destaca la importancia de los problemas del agente principal. El principal argumento es que, en su papel de prestamista de último recurso y proveedor de los seguros de depósitos, el gobierno altera los incentivos de los bancos para llevar a cabo los riesgos. Ésta es una manifestación del problema principal-agente conocido como el Riesgo moral. Más concretamente, la coexistencia de los seguros de depósitos y cartera de los bancos insuficientemente regulados inducen las instituciones financieras a tomar riesgos excesivos. Este paradigma, sin embargo, asume que el riesgo proviene de la maleficencia individual, y de ahí está en desacuerdo con el énfasis sobre el sistema en total que caracteriza el acercamiento macroprudencial.
En el paradigma de exterioridades, llaman al concepto clave la exterioridad pecuniaria. Esto es definido como la exterioridad que surge cuando la acción de un agente económico afecta el bienestar de otro agente por efectos sobre precios. Argumentado por Greenwald y Stiglitz (1986), cuando existen distorsiones en la economía (por ejemplo, mercados incompletos o información imperfecta) intervención política puede hacer que todos estén mejor en un sentido de la eficiencia de Pareto. De verdad, un número de autores han mostrado que cuando la cara de agentes toma prestado coacciones u otros tipos de fricciones financieras, exterioridades pecuniarias surgen distorsiones diferentes, aparece como el sobre préstamo, la toma de riesgos excesiva y los niveles excesivos de deuda a corto plazo. en estos entornos la intervención macroprudencial puede mejorar la eficacia social. Un estudio de la política del Fondo Monetario Internacional sostiene que las externalidades de riesgo entre las instituciones financieras y de ellos a la economía real son las fallas de mercado que justifican la regulación macroprudencial.
En el paradigma de los cambios de humor, Espíritus animales de Keynes pueden influir críticamente en el comportamiento de los directivos de las instituciones financieras, provocando un exceso de optimismo en las buenas y la reducción repentina de riesgos en el camino hacia abajo. Como resultado, las señales de los precios en los mercados financieros pueden ser ineficaces, lo que aumenta la probabilidad de problemas sistémicos. El papel de un supervisor macroprudencial a futuro, la moderación de la incertidumbre y de alerta ante los riesgos de la innovación financiera, por lo tanto, está justificado.

## Indicadores del riesgo sistémico
Con el fin de medir el riesgo sistémico, la regulación macroprudencial depende de varios indicadores. Como se ha mencionado en Borio (2003), una distinción importante es entre la medición de las contribuciones al riesgo de cada entidad (la dimensión de la sección transversal) y medición de la evolución (p.ej. prociclicidad) del riesgo sistémico a través del tiempo (la dimensión temporal). 
La dimensión temporal del riesgo puede ser monitoreada por la información de seguimiento del balance—el total de los activos y sus, responsabilidades y la estructura de capital— así como el valor de los títulos comerciales de las instituciones y los títulos disponibles para la venta. Además, otras herramientas financieras sofisticadas y los modelos han sido desarrollados para evaluar la interconexión a través de intermediarios (como puede ser CoVaR) y la contribución de cada institución al Riesgo sistémico (identificado como "Déficit Marginal Esperado" en Acharya et al., 2011). 
Al llevar la dimensión temporal del riesgo, un amplio conjunto de variables se utilizan normalmente, por ejemplo: relación entre el crédito a PIB, bienes activos precios, proporción de no-núcleo de las responsabilidades principales del sector bancario, y los agregados monetarios. Algunos indicadores de alerta temprana se han desarrollado que abarca estas y otras piezas de datos financieros (véase, por ejemplo, Borio y Drehmann 2009). Por otra parte, se utilizan las pruebas de tensión macro para identificar las vulnerabilidades en la estela de un resultado adverso simulado.

## Herramientas Macroprudenciales
Una larga lista de instrumentos han sido propuestos; sin embargo, no hay un acuerdo sobre cuál debe desempeñar el papel principal en la implementación de la política macroprudencial.
La mayor parte de estos instrumentos son dirigidos a prevenir la procíclicidad del sistema financiero en los activos y los pasivos, tales como:
- Límite superior a la ratio préstamo-valor y provisiones para los préstamos incobrables
- Límite superior a la ratio deuda/ingreso

Las siguientes herramientas sirven para el mismo propósito, pero adicionalmente con funciones adicionales que han sido atribuidos a ellos, como se indica a continuación:
- Requisito de capital contracíclico - para evitar la excesiva contracción del balance de los bancos en problemas.
- Límite superior al apalancamiento - para limitar el crecimiento de los activos mediante la vinculación de activos de los bancos a su capital.
- Tasa sobre los pasivos no básicos - para mitigar las distorsiones de precios que causan excesivo crecimiento de los activos.
- Encaje variable en el tiempo - como un medio para controlar los flujos de capital con fines de vigilancia, especialmente para las economías emergentes.

Para prevenir la acumulación de excesiva deuda a corto plazo: 
- Ratio de cobertura de la liquidez
- Cargos por el riesgo de liquidez que penalizan la financiación a corto plazo
- Recargos al requerimiento de capital proporcional al tamaño del descalce de los vencimientos
- Requisitos mínimos de haircut en valores respaldados por activos

Además, diferentes tipos de instrumentos de capital contingente (p.ej., "convertibles contingentes" y "seguro de capital") han sido propuestos para facilitar la recapitalización de los bancos en un evento de crisis.

### Implementación en Basilea III
Varios aspectos de Basilea III reflejan un enfoque macroprudencial de la regulación financiera. En efecto, el Comité de Basilea reconoce la importancia sistémica de las instituciones financieras en el texto de las reglas. Más concretamente, dentro de Basilea III los requisitos de capital de los bancos han sido reforzados y nuevos requisitos de liquidez, un límite superior de apalancamiento y un colchón de capital contracíclico se han introducido. Además, se requiere que los bancos más grandes y activos a nivel mundial mantengan más capital y de mayor calidad, lo cual es consistente con el enfoque de sección transversal para el riesgo sistémico.

### Efectividad de las herramientas macroprudenciales
Para el caso de España, Saurina (2009) argumenta que las provisiones para pérdidas de préstamos dinámicos (introducido en julio de 2000) son provechosas de tratar con prociclidad en la banca porque los bancos son capaces de construir parachoques para malos tiempos.
Utilizando datos del Reino Unido, Aiyar et al. (2012) encontraron que los bancos no regulados en el Reino Unido han sido capaces de contrarrestar parcialmente los cambios en la oferta del crédito inducidos por los requisitos de capital mínimo que varían en el tiempo sobre los bancos regulados. Por lo tanto, infieren una "fuga" potencialmente sustancial de la regulación macroprudencial del capital bancario.
En la esfera de los mercados emergentes, varios bancos centrales han aplicado políticas macroprudenciales (p.ej., el empleo de exigencias de la reserva) al menos desde la secuela de la Crisis financiera asiática de 1997 y la Crisis financiera rusa de 1998. La mayor parte de las autoridades de estos bancos centrales consideran que tales instrumentos contribuyeron efectivamente a la resistencia de sus sistemas financieros domésticos tras la Crisis financiera de 2007-2008.

## Costo de la regulación macroprudencial
Hay disponible evidencia teórica y empírica acerca del efecto positivo de las finanzas sobre el crecimiento económico a largo plazo. Como consecuencia, se ha planteado el impacto de las políticas macroprudenciales en el dinamismo de los mercados financieros y, sucesivamente, en las inversiones y el crecimiento económico. Popov y Smets (2012) recomiendan que las herramientas macroprudenciales sean empleadas más fuerza durante los auges costosos impulsados por un sobreendeudamiento, apuntando a las fuentes de las externalidades, pero preservando la contribución positiva de los mercados financieros al crecimiento. 
Analizando los costos de los requisitos de capital más altos implicados por un enfoque macroprudencial, Hanson et al.(2011) reportan que los efectos a largo plazo sobre las tasas de interés para los prestatarios deberían ser cuantitativamente pequeños.
Algunos estudios teóricos indican que las políticas macroprudenciales pueden tener una contribución positiva al crecimiento promedio de largo plazo. Jeanne y Korinek (2011), por ejemplo, muestran que en un modelo con externalidades de las crisis que se presentan en contextos de liberalización financiera, un buen diseño de la regulación macroprudencial tanto reduce el riesgo de crisis como incrementa el crecimiento a largo plazo ya que mitiga los ciclos de auge y depresión.

## Aspectos Institucionales
La autoridad de supervisión macroprudencial puede ser dada por una sola identidad, existe (tal como el banco central) o una nueva, o ser una responsabilidad entre diferentes instituciones (autoridades monetarias y fiscales). Ilustrativamente, la administración del riesgo sistémico en Estados Unidos es centralizado en la Foro de Estabilidad Financiera, establecida en 2010. Es presidida por la Secretaría del Tesoro de los Estados Unidos y sus miembros son el presidente del Sistema de la Reserva Federal y todos las principales cuerpos regulatorios de Estados Unidos. En Europa, la tarea también ha sido asignada desde 2010 a un nuevo cuerpo, la Junta Europea de Riesgo Sistémico, cuya secretaría está asegurada por el Banco Central Europeo. A diferencia de Estados Unidos, la Junta Europea de Riesgo Sistémico carece de ejecución directa.

### El papel de los bancos centrales
En persecución de su objetivo de conservar estabilidad de precios, los bancos centrales permanecen atentos a la evolución de la realidad y de los mercados financieros. Así, una relación complementaria entre macroprudencial and política monetaria ha sido defendida, aunque la autoridad supervisora macroprudencial no es dada por el mismo banco. Esto es bien reflejado por la estructura organizativa de las instituciones como el Foro de Estabilidad Financiera y Junta Europea de Riesgo Sistémico, donde los banqueros centrales tienen una participación decisiva. La cuestión de si la política monetaria debe contrarrestar directamente los desequilibrios financieros permanece más polémico, a pesar de que de hecho se ha propuesto como una herramienta complementaria provisional para hacer frente a las burbujas de precios de los activos.

### Dimensión Internacional de la regulación Macroprudencial
En el plano internacional, hay varias posibilidades de fugas y de arbitraje de la regulación macroprudencial, tales como el préstamo de los bancos vía extranjera y préstamo directo fronterizo. También, como economías emergentes imponen controles en los flujos de capitales con propuestas prudenciales, otros países pueden sufrir negativamente efectos indirectos. Por lo tanto, la coordinación global de políticas macroprudenciales son consideradas cono necesarias para fomentar su eficacia.